# リチャード・ガードナー (経済学者)
リチャード・ガードナー（Richard Newton Gardner、1927年7月9日 - 2019年2月16日）は、アメリカ合衆国の経済学者、外交官。コロンビア・ロー・スクール教授を60年近くに亘って務めた。また、アメリカ民主党下の外交政策に関わり、在イタリア及び在スペインアメリカ合衆国大使も務めた。

## 略歴
1927年、弁護士の父であるサミュエル・ガードナー（旧姓・ゴールドバーグ）と主婦エセル（エイリアス）の子としてニューヨーク市マンハッタンに生まれる。祖先はドイツ系であった。第二次世界大戦中にアメリカ陸軍で軍務に服した後、ユナイテッド・プレス、アソシエイテッド・プレスの記者を経て、1948年にハーバード大学から経済学の学士号を授与された。1951年にイェール・ロー・スクールを卒業、同年よりローズ奨学生としてオックスフォード大学へ留学し、1954年に経済学の博士号を取得した。1957年からコロンビア・ロー・スクールで教鞭を執る。
1960年代にはケネディ政権とジョンソン政権下で国際機関問題担当の国務次官補を務めたほか政府や国連の公職を歴任し、1976年にジミー・カーター、1988年にアル・ゴア、1992年にビル・クリントンの各アメリカ民主党大統領候補の外交政策顧問も務めている。更にはカーター政権下の1977年から1981年までイタリア駐在アメリカ大使を、クリントン政権下の1993年から1997年までスペイン駐在アメリカ大使を務めた。イタリア在留時にはジョルジョ・ナポリターノの友人として知られ、1979年にイタリアへ米国製の新たな巡航ミサイルを配備させるのに貢献した。これはNATO加盟のヨーロッパ諸国の先例となった。また、スペイン在留時には米国製ヘリコプターの売上を伸ばそうと目論み、米国のソフトウェア・メーカーの知的所有権を主張した。国連事務総長を務めたブトロス・ガリとは旧交が有り、ガリが1992年6月に国連に提出した改革案にはガードナーの多数の構想が採用されている。ガードナーの思考は、紛争発生前に「国連緊急展開部隊」を事前に展開して武力による「平和実施」を行い、この部隊派遣の責務を果たすことで日本とドイツの常任理事国入りを認めるというものであった。
1974年から2005年まで日米欧三極委員会に参加した。2012年にコロンビア・ロー・スクールを退職、彼の業績を讃えるためにアントニー・ブリンケン、薛捍勤、エドワード・ラック、ジェームズ・P・ルービンら数百名が集まった。2019年2月16日、うっ血性心不全によりニューヨーク市の自宅で死去した。91歳没。家族は2008年に死去したユダヤ人の妻であるダニエル・ルツァット、息子にオバマ政権時に欧州連合の米国大使を務めたアンソニー・ガードナーがいる。

## 著書
- Mission Italy: on the front lines of the Cold War, Rowan & Littlefield, 2005.
- Negotiating survival: four priorities after Rio, Council on Foreign Relations Press, 1992.
- In pursuit of world order: U. S. foreign policy and international organizations, F. A. Praeger, 1964.
  - 『世界秩序をめざして――アメリカ合衆国と国際連合』、入江通雅訳、時事通信社, 1966
- New directions in U.S. foreign economic policy, Foreign Policy Association, 1959.
- Sterling-dollar diplomacy: Anglo-American collaboration in the reconstruction of multilateral trade, Clarendon Press, 1956.
  - 『国際通貨体制成立史――英米の抗争と協力』、村野孝・加瀬正一訳、東洋経済新報社, 1973

共著
- Post-Gulf war challenges to the UN collective security system: three views on the issue of humanitarian intervention, with David J. Scheffer and Gerald B. Helman, United States Institute of Peace, 1992.

編著
- The global partnership: international agencies and economic development, edited with Max F. Millikan, Frederick A. Praeger, 1968.
- Blueprint for peace: being the proposals of prominent Americans to the White House conference on international cooperation, McGraw-Hill Book, 1966.